# Мечислав Кухар

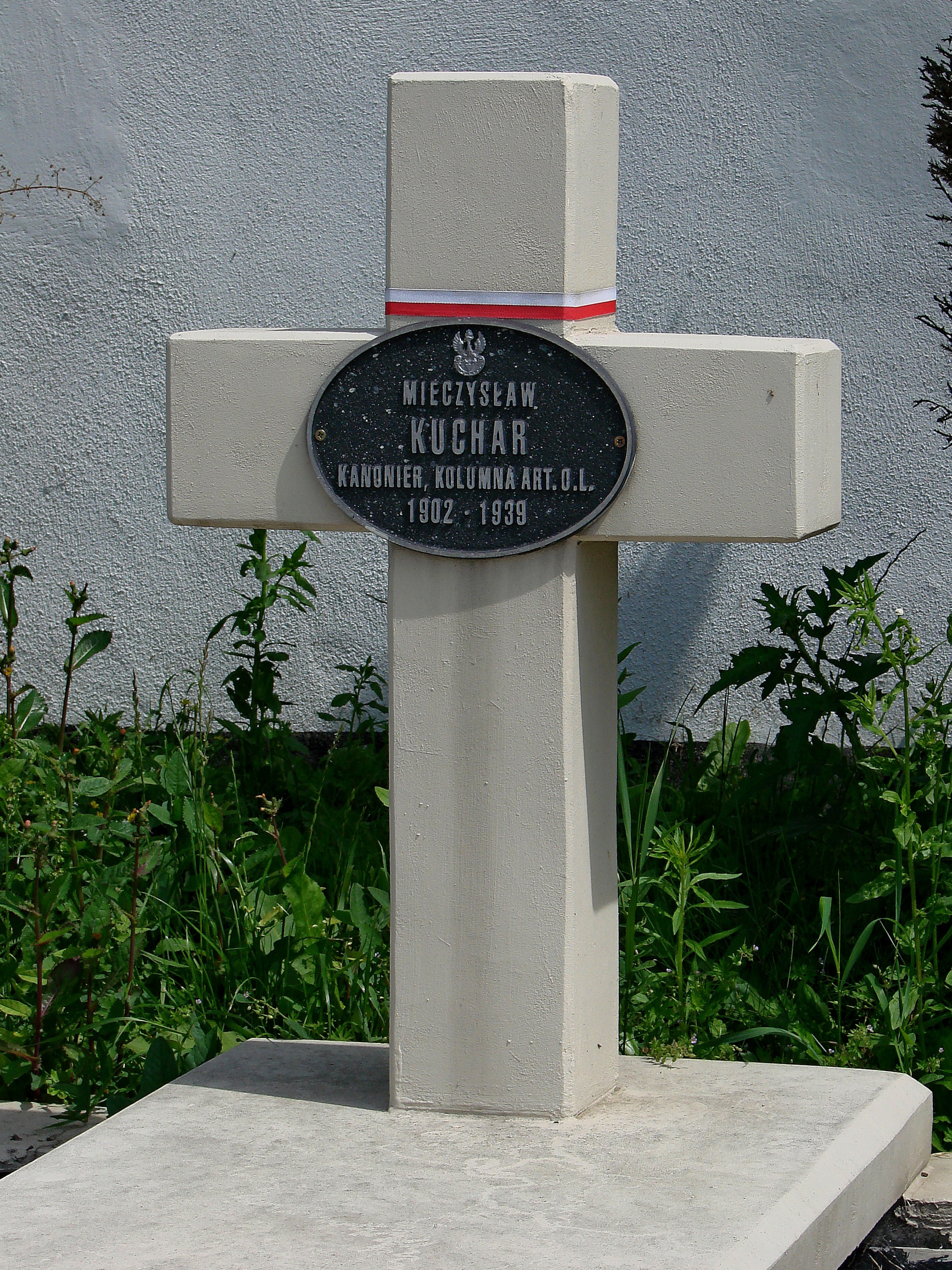

Мечислав Маріан Кухар (пол. Mieczysław Marian Kuchar; нар. 13 жовтня 1902, Львів, Австро-Угорщина — пом. 13 травня 1939, Калуш, Польща) — польський футболіст, воротар, офіцер Війська Польського, спортивний функціонер.

## Життєпис
Мечислав Маріан Кучар нардився 11 серпня або 13 серпня 1902 року в родині етнічного угорця Людвіка Кучара та Людвики з родини Држивицької. Батько був промисловцем та став спонсором клубу «Погонь» (Львів). Брати Владислава Кухара також були спортсменами (пов'язаними з клубом «Погонь» (Львів), включаючи футбольну секцію) та офіцерами артилерійського резерву Польської армії: Тадеуш (1891-1966, тренер і спортивний діяч, капітан), Владислав (1895-1983, спортсмен, спортивний активіст, офіцер Польської армії), Вацлав (1897-1981, олімпієць, лейтенант). Його братами та сестрами також були: Казиміра (1899-1981, про її чоловіка Ходкевича), Кароль (1892-1960), Кінга (народилася, померла 1894), Збігнєв (1905-1945, також хокеїст Погоня).
Мечислав Кухар виступав воротарем у першій команді футбольної секції «Погоні» у 1918-1924 роках. Зазвичай залишався резервістом. У чемпіонаті Польщі провів 17 матчів. Перебував у команді «Погоні» у сезонах чемпіонатів 1922 та 1923 років. Окрім цього, грав у збірній міста Львова.
Наприкінці Першої світової війни брав участь в битві за Львів під час польсько-української війни. У Війську Польському був призначений 1 липня 1925 року другим лейтенантом артилерійського резерву зі старшинством. У 1934 році став офіцером у запасі 5-го полку легкої артилерії зі Львова, він був у записах Повітського додаткового командування міста Калуш.
Переїхав зі Львова до Калуша, де став організатором спортивного життя міста. Займав посаду в місцевому ТЕСП (Товариства експлуатації солі калію).
БУв одружений, виховував сина (нар. 1932). Помер після тривалої хвороби (туберкульозу) 13 травня 1939 року в Калуші. Похований на Кладовищі захисників Львова 16 травня 1939 року.

## Відзнаки
- Медаль Незалежності (19 грудня 1933 року, за роботу у справі відновлення незалежності)[5]
- Хрест Оборони Львова
- Пам'ятна відзнака «Орлята»